# Vanessa Media
 (janvier 2025).
 (janvier 2025).
- Si vous ne connaissez pas le sujet, laissez ce bandeau (vous pouvez alors contacter les auteurs).
- Si vous supprimez le contenu mis en cause (vous pouvez préalablement contacter les auteurs),

argumentez précisément cette suppression dans la page de discussion
(un manque de référence n'est pas un argument ; une recherche réelle de référence doit avoir été effectuée, être formellement documentée).
Vanessa Média est un conglomérat spécialisé dans la distribution et la diffusion de divertissement ultra-premium[Quoi ?].
Fondée à Montréal en 2010 par sa PDG Anne-Marie Losique, l'entreprise se présente actuellement comme un acteur majeur mondial grâce à des associations avec des partenaires clés en Europe, aux États-Unis et au Canada.
Vanessa Media possède deux chaînes linéaires, VIXEN TV et DORCEL TV, et fournit chaque mois des centaines d'heures de nouveau contenu UHD[Quoi ?] via des forfaits PVOD, TVOD et SVOD[Quoi ?] en anglais, français et espagnol dans les territoires nord-américains. L'entreprise est positionnée parmi les meilleures ventes de l'industrie[De quoi ?] et est l'une des plus demandées sur tous les marchés qu'elle dessert[pas clair].

## Historique
2010, année de fondation de Vanessa Media et lancement de la chaîne Vanessa TV.
La chaîne Vivid TV Canada a été dissolue en 2017 pour faire place à Dorcel TV Canada (voir plus bas).
En mars 2017, Vanessa Media a lancé une deuxième chaîne Hustler TV Canada (en).
En octobre 2017, Vanessa Média a amorcé un nouveau partenariat avec un leader mondial de contenu de prestige, Marc Dorcel et lance Dorcel TV Canada.
En février 2021, la chaîne Hustler TV Canada a été remplacée par VIXEN TV.